# Sascha Pederiva
Sascha Pederiva (ur. 30 października 1982 w Bazylei) – szwajcarski aktor filmowy, teatralny i telewizyjny. 
W latach 2006–2011 studiował na Uniwersytecie Artystycznym w Zurychu. Występował w teatrach: Theater der Künste Zürich (2008-2010) m.in. jako Otello, Das Theater an der Effingerstrasse w Bernie (2010), B. Schauspielhaus Basel w Bazylei (2011) i Neuen Schauspiel Erfurt (2012) jako Tybalt i Parys w Romeo i Julii.

## Wybrana filmografia

### Filmy fabularne
- 2009: Ząb za ząb (Zahn um Zahn, film krótkometrażowy)
- 2014: Zwei mitten im Leben (TV) jako portier

### Seriale TV
- 2010-2011: Unter Uns (Między nami ) jako Ralf „Ralle” Eisenburger
- 2011: Wyścig z czasem (Countdown - Die Jagd beginnt) jako Thomas Fridetzky
- 2012: Kobra – oddział specjalny - odc. Die Gejagten jako Faber
- 2013: Der Bestatter jako José
- 2013–2015: Zakazana miłość (Verbotene Liebe) jako Sascha Vukovic / Kim Wolf
- 2016: Goede tijden, slechte tijden (Dobre czasy, złe czasy) jako Roberto Falciani
- 2018: Einstein jako Dan Wouters
- 2018: Herzkino.Märchen jako zespół projektantów Helena Heldt
- 2019: Kobra – oddział specjalny - odc. Feuerprobe jako Nahit Kaplan